# Белояровка (Костанайская область)
Белояровка (каз. Белояровка) — село в Фёдоровском районе Костанайской области Казахстана. Входит в состав Вишнёвого сельского округа. Находится примерно в 85 км к северо-востоку от районного центра, села Фёдоровка. Код КАТО — 396837300.

## История административно-территориальных изменений
В XIX веке территория поселения входила в состав Киньаральской волости Кустанайского уезда Тургайской области Российской империи, в начале XX века в состав Уйской волости (того же уезда и области), затем в составе Каменно-Белоярской волости Боровского района Челябинской губернии РСФСР. С 1922 года в составе  Каменно-Белоярской волости Боровского уезда Казакской АССР, затем Каменского сельсовета Введенского района Кустанайского уезда, а с 1964 года входит в состав Вишневого сельского совета (округа) Фёдоровского района Костанайской области. 

## История
Белояровка — село, основанное переселенцами с Украины и других территорий Российской империи в конце XIX века, официальный статус с 1906 года. Территориально село входило в состав Киньаральской волости, затем в состав Уйской волости, а в 1914 году вошла в состав вновь образованной Каменско-Белоярской волости (туда же входили села Каменский, Люцинский и Узункульский).
До Белояровки, в те времена, можно было добраться по железной дороге, ближайшая железнодорожная станция Шумиха Западносибирской железной дороги находилась в 80 км. Первым его жителям безвозмездно выделили землю, которая была довольно плодородна. Стали выращивать зерновые культуры, мололи зерно в соседнем поселке Краснопеева.
Уроженцы Белояровки принимали участие в Первой Мировой войне. Известны имена 20 уроженцев поселка, принявших в ней участие. Двое из них — Околелов Тимофей Прокофьевич и Баландин Александр Евстафьевич награждены Георгиевским крестом IV-й степени. Еще большее число белояровцев сражалось на полях Великой Отечественной войны
В 1940-х годах поселок пополнился эвакуированными переселенцами с запада страны, а также депортированными в 1944 году чеченцами.

## Известные люди
В селе Белояровка родился и проживал вместе с родителями до 1922 года будущий Герой Советского союза Иван Макарович Журба. За доблесть и мужество, проявленные в боях за Днепр, за освобождение Киева Ивану Макаровичу Журбе Указом Президиума Верховного Совета СССР от 3 июня 1944 года было присвоено звание Героя Советского Союза.

## Население
На 1919 год в Белояровке проживало 1929 человек (мужчин — 952, женщин — 977). 
В 1928 году население составляло 1505 человек в 333 дворах.
В 1999 году население села составляло 388 человек (187 мужчин и 201 женщина). 
По данным переписи 2009 года, в селе проживало 260 человек (128 мужчин и 132 женщины). 
По данным переписи 2021 года, в селе проживало 202 человека (101 мужчина и 101 женщина).